# Kanton Ay
Ay is een voormalig kanton van het Franse departement Marne. Het kanton maakte tussen januari 2006 en maart 2015 deel uit van het arrondissement Épernay, daarvoor behoorde het tot het arrondissement Reims. Op 22 maart 2015 werd het kanton opgeheven. De gemeente Cormoyeux werd opgenomen in het op die dag gevormde kanton Dormans-Paysages de Champagne, de overige gemeenten werden toegevoerd aan het kanton Épernay-1.

## Gemeenten
Het kanton Ay omvatte de volgende gemeenten:
- Ambonnay
- Avenay-Val-d'Or
- Ay (hoofdplaats)
- Bisseuil
- Bouzy
- Champillon
- Cormoyeux
- Cumières
- Dizy
- Fontaine-sur-Ay
- Germaine
- Hautvillers
- Louvois
- Magenta
- Mareuil-sur-Ay
- Mutigny
- Romery
- Saint-Imoges
- Tauxières-Mutry
- Tours-sur-Marne